# Honesta missio

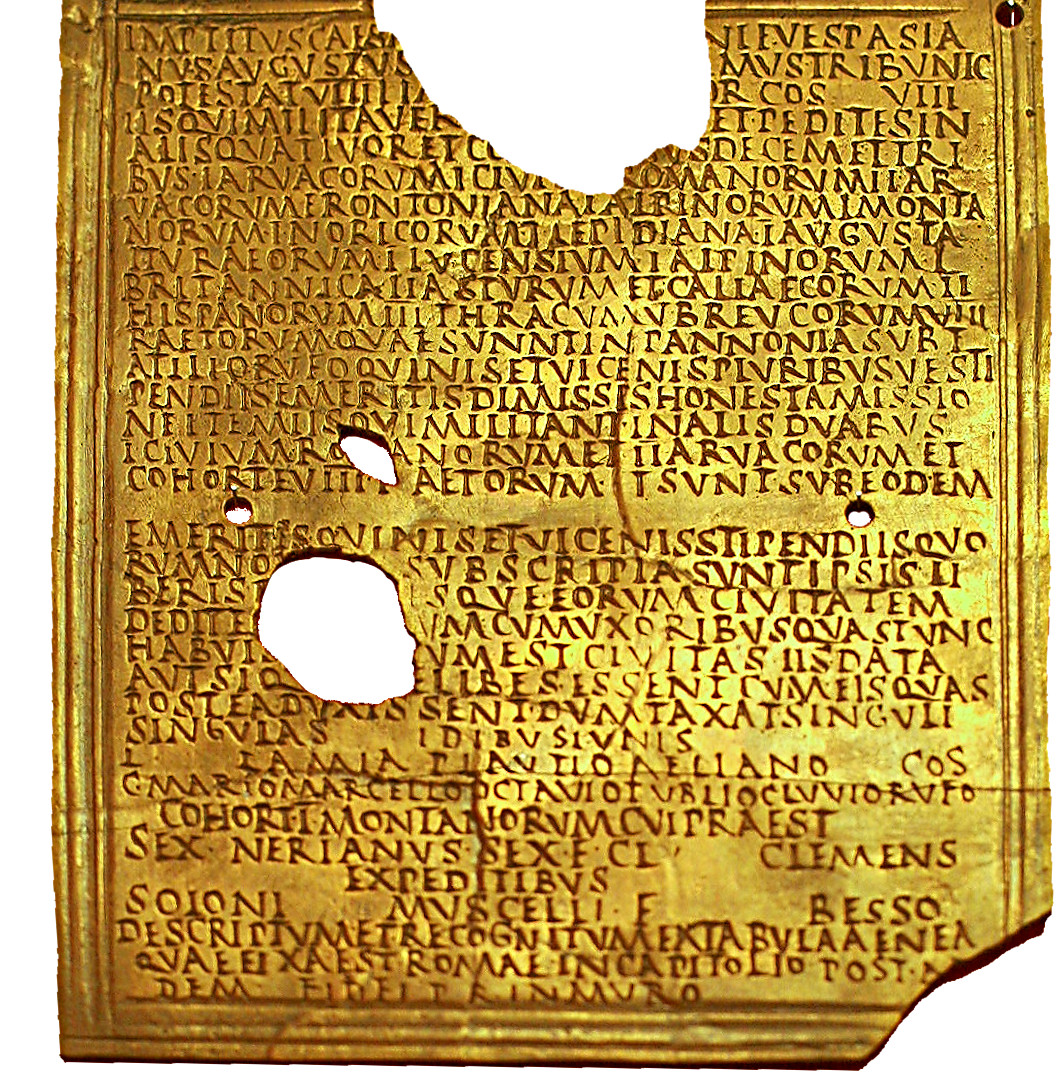
Un diploma militare distribuito al termine della honesta missio, rinvenuto nei pressi della fortezza legionaria di Carnuntum a Klosterneuburg, databile al tempo dell'imperatore Tito (13 giugno dell'80 d.C.).

Per honesta missio si intendeva il momento del congedo dei soldati dell'esercito romano al termine di un servizio militare svoltosi in modo del tutto regolare, fino al suo compimento.
Durante il periodo imperiale, da Augusto in poi, veniva rilasciato ai militari (fossero essi legionari o ausiliari) un diploma che ne sanciva per legge la fine del servizio; veniva, quindi, consegnata un'indennità in denaro (nummaria missio) o in beni (es. un appezzamento di terra con deduzione di colonie romane = agraria missio, quasi fosse una forma di pensione dei giorni nostri), ad alcuni era concesso il diritto di cittadinanza romana (ausiliari) con la possibilità di contrarre matrimonio legittimo (Ius connubii). Beneficiavano di questi premi anche i legionari congedati anzitempo per ferite o malattie (causaria missio) o i congedati per volere del comandante (gratiosa missio). La perdita dei benefici avveniva con il congedo disonorevole (ignominiosa missio).
I militari ormai in congedo erano dunque chiamati veterani e in caso di necessità, se richiamati in servizio attivo, erano nominati evocati.

## Storia

### Tarda repubblica
Già nel periodo tardo repubblicano la ferma militare poteva durare fino ad un massimo di 16 anni. Al termine del servizio veniva concesso un premio per il congedo onorevole (honesta missio) che poteva consistere in un terreno o una somma di denaro.

### Alto Impero
Augusto stabilì nel 13 a.C. gli anni di ferma militare per i cittadini e l'ammontare di un premio alla conclusione della leva come indennizzo della terra che da sempre continuavano a chiedere, in modo tale che i soldati non prendessero questi problemi come pretesto per fomentare una rivolta. Il numero degli anni dei pretoriani fu fissato a 12, per gli altri soldati (legionari-cittadini) era fissato a 16, e forse a 20 per gli ausiliari.
Qualche anno più tardi, nel 5 d.C., poiché nessuno voleva rimanere oltre il limite della ferma stabilita, Augusto dispose che ai pretoriani venissero dati come indennizzo di fine ferma, 20.000 sesterzi al raggiungimento però di 16 anni di servizio; mentre ai legionari furono dati 12.000 sesterzi dopo i 20 anni di servizio, entrambi finanziati dall'aerarium militare. Meno di dieci anni più tardi (nel 14), subito dopo la morte di Augusto, le legioni di Germania e Pannonia, chiesero di tornare al precedente sistema di ferma dei 16 anni per i legionari. Pochi mesi più tardi questo provvedimento fu però cancellato dallo stesso neo-Imperatore, Tiberio.
E così, se i legionari prestarono servizio per 20 anni nei secoli successivi, dopo la riforma augustea, le truppe ausiliarie (che fossero cavalieri o fanti) per 25 anni, al termine del quale ricevevano il diploma militare che ne attestava il congedo. Sappiamo, inoltre, che molti dei centurioni, sebbene la normale ferma militare durasse 20 anni anche per loro, fin dai tempi di Augusto, rimasero in servizio fino a 30-35 anni ed in un caso particolare, raccontato da un'epigrafe, si tramanda che un centurione di nome Lucius Maximius Gaetulicus, percepì fino a 57 annualità, un vero record. Sappiamo, inoltre, che sotto Caracalla (nel 212) il premio di fine ferma fu aumentato a 20.000 sesterzi.
Il personale della flotta (Classiari o Classici) era diviso in due gruppi: gli addetti alla navigazione ed i soldati. Il servizio durava 26 anni (contro i 20 dei legionari ed i 25 degli auxilia). Dal III secolo fu aumentato fino a 28 anni di ferma.

### Tardo Impero
Verso la fine dell'impero divenne sempre più difficile reperire i fondi per pagare le truppe e le retribuzioni divennero sempre più irregolari. I legionari potevano ritirarsi dopo 20 anni di servizio militare con l'honesta missio o, con maggiori privilegi, dopo 24 anni con emerita missio, come attestato dalla tavola in bronzo rinvenuta presso Brigetio e databile al 311 (sotto Costantino I). Con la riforma costantiniana fu previsto un differente trattamento tra comitatenses e riparienses, dove i secondi ottenevano la honesta missio solo dopo 24 anni. Ma pochi anni più tardi, nel 325, le due tipologie di corpi di truppa furono uniformati, estendendo ai riparienses il medesimo trattamento riservato ai primi.
Al termine della propria carriera si ricevevano tutta una serie di privilegi, come l'esenzione fiscale dalla capitatio di epoca dioclezianea (estesa anche a tre congiunti, oltre al veterano nel caso di emerita missio o di causaria missio da parte dei comitatenses; con la legge del 325 l'esenzione fu ristretta al solo veterano, ed anche alla moglie in caso di emerita missio), 25.000 folles (= 16 solidi), un terreno, due buoi e cento modii di semi. All'epoca di Valentiniano I (364-375) sembra siano rimasti il terreno, i buoi ed i semi, non invece la somma di denaro.